# Jonathan Ruru
Pas d'image ? Cliquez ici

a Compétitions nationales et continentales officielles uniquement.

b Matchs officiels uniquement.
Dernière mise à jour le 20 mars 2025.
Jonathan Ruru, né le 2 février 1993 à Napier (Nouvelle-Zélande), est un joueur néo-zélandais de rugby à XV évoluant au poste de demi de mêlée au sein du club d'Oyonnax Rugby.
Son frère, Michael Ruru (en), est également un joueur professionnel de rugby à XV.

## Biographie

### Jeunesse et Formation
Jonathan Ruru est originaire de Napier en Nouvelle-Zélande. Là-bas, il étudie au sein de la Napier Boys’ High School et il joue pour l'équipe de rugby à XV du Pirates Rugby Club.
Son frère ainé, Michael Ruru (en), évolue au même poste de demi de mêlée que lui, est également un joueur professionnel de rugby à XV.

### En club
Jonathan Ruru a commencé sa carrière en 2015 en Nouvelle-Zélande avec la province d'Hawke's Bay, puis il rejoint en 2016 l'équipe d'Otago avec qui il dispute deux saisons de National Provincial Championship (NPC).
Entre 2017 et 2021, il évolue dans le Super Rugby avec la franchise des Blues d'Auckland. Il remporte en 2021 le Super Rugby Trans-Tasman, qui regroupe uniquement les provinces néo-zélandaise et australienne en raison de la pandémie de Covid-19. En trois saisons, il dispute 46 matchs et inscrit 2 essais. En parallèle du Super Rugby, il évolue de 2018 à 2021 avec Auckland dans le NPC.
En novembre 2021, il rejoint la Pro D2 en s'engageant avec Provence Rugby afin de remplacer Ludovic Radosavljevic qui a été licencié auparavant. En mars 2023, il est licencié par le club provençale pour avoir frappé la compagne d'un de ses coéquipiers lors d'une soirée. Il dispute 24 matchs de Pro D2 et inscrit 3 essais.
En juin 2023, il s'engage avec Oyonnax Rugby, promu en Top 14 à l'issue de la saison 2022-2023 de Pro D2. Fin décembre 2023, il prolonge son contrat jusqu'en juin 2026.

### En équipe nationale
En 2016, Jonathan Ruru participe à deux étapes des World Sevens Series à Dubaï et au Cap avec l'équipe de Nouvelle-Zélande de rugby à sept.
Puis en 2017, il est appelé avec les Māori All Blacks et fait ses débuts face aux Barbarians français (cape non officielle). Fin 2018, il affronte les États-Unis en sortant du banc, puis il est titulaire face au Brésil.

## Palmarès
- Vainqueur du NPC en 2018 avec Auckland.
- Vainqueur du Super Rugby Trans-Tasman en 2021 avec les Blues.